# Тетраселенид пентаванадия
Тетраселенид пентаванадия — неорганическое соединение
ванадия и селена
с формулой V5Se4,
кристаллы.

## Получение
- Реакция чистых веществ:

{\displaystyle {\mathsf {5V+4Se\ {\xrightarrow {750^{o}C}}\ V_{5}Se_{4}}}}

## Физические свойства
Тетраселенид пентаванадия образует кристаллы 
тетрагональной сингонии, пространственная группа I 4/m, параметры ячейки a = 0,9294 нм, c = 0,3417 нм, Z = 2,
структура типа тетрасульфида тентатитана Ti5Se4
.
Соединение образуется по перитектической реакции при температуре >1000°C.